# Who Is America?
«Хто є Америка?» (англ. «Who Is America?») — американський політико-сатиричний телесеріал, створений Сашею Бароном Коеном. Прем'єра відбулася 15 липня 2018 року на Showtime. У серіалі Барон Коен грає в образі різних персонажів, також він є виконавчим продюсером з Ентоні Хаїнс, Тоддом Шульманом, Ендрю Ньюманом, Деном Мазер і Адамом Ловітта.